# 158222 Manicolas
158222 Manicolas è un asteroide della fascia principale. Scoperto nel 2001, presenta un'orbita caratterizzata da un semiasse maggiore pari a 2,3480762 UA e da un'eccentricità di 0,1497628, inclinata di 6,24100° rispetto all'eclittica.